# Андреева-Петошина, Анна Васильевна
Анна Васильевна Андреева-Петошина (Петошина-Андреева; 1897, Тихвинский уезд, Новгородская губерния — 12 января 1944, Ленинград) — русский советский скульптор. Жена художника А. А. Андреева.

## Биография

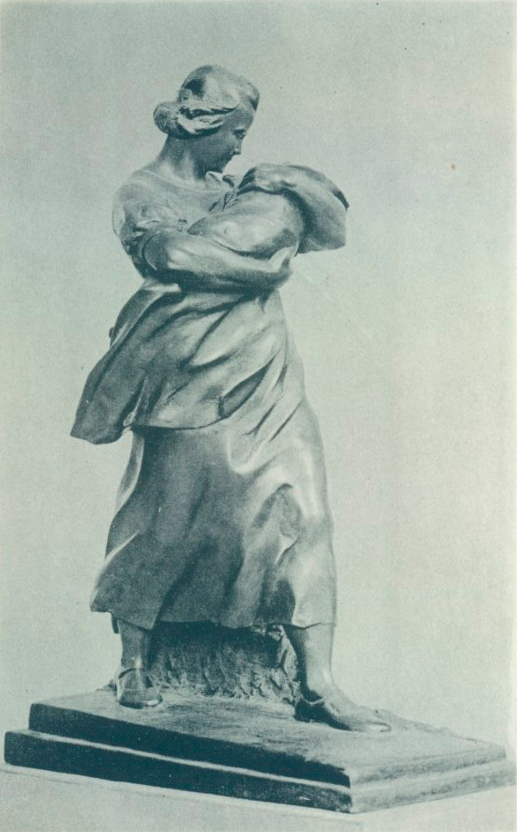
Материнство (мастика, 1934)

Анна Петошина родилась в 1897 году в селе Васильковское Новгородской губернии в семье сельского учителя (по другим данным — родилась в 1898 году в Санкт-Петербургской губернии). С детства увлекалась лепкой из глины. В 1915 году окончила женскую гимназию в Череповце. Работала учительницей в сельской школе.
В 1921 году поступила в ленинградский Вхутеин (бывшую Императорскую Академию художеств). Училась на скульптурном факультете у М. Г. Манизера, А. Т. Матвеева и Л. В. Шервуда. Одновременно работала в мастерской Ленпролеткульта под руководством профессора Андреева. Её дипломной работой была композиция «Радиослушатели» и модель памятника «X-летию Октября». После окончания Вхутеина в 1927 году работала в изоколлективе Ленпролеткульта, затем в изобазе Облпрофсовета. Выполняла заказы Ленинградской ассоциации пролетарских художников, членом которой состояла: оформляла выставки, здания, площади и улицы города к праздникам. В 1933 году вступила в Ленинградское отделение Союза советских художников.
Во второй половине 1930-х годов одной из главных тем в её творчестве был образ С. М. Кирова. Андреева-Петошина вспоминала:
Кировым я восхищалась, вырезала из газет его речи, портреты. А после его смерти сразу же решила, что буду делать его портрет… У меня накопилось много зарисовок, набросков: «Киров на трибуне». «Киров, разговаривающий с группой товарищей». «Киров, сосредоточенный в работе», «Киров, читающий книгу» и другие. …Я хотела, чтобы портрет Кирова выражал самое дорогое чувство человека, только что завоёванное нашим народом — радость жизни. Как я любила эту свою первую, настоящую работу. Трудилась днями, без отдыха, и никогда не уставала.
На художественной выставке, посвящённой памяти С. М. Кирова, получила 2-ю премию за 4 скульптуры. Работа Андреевой-Петошиной «Киров в Хибинах» была представлена на Всемирной выставке 1937 года в Париже. Композиция состоит из трёх фигур: один рабочий отбивает от глыбы кусок камня, а другой — передаёт породу Кирову. По утверждению искусствоведа Н. Семёнова, «нарочитая „живописная атмосфера“, которой окутана скульптурная группа, импрессионистическая необработанность глыбы, вокруг которой композиционно расположены фигуры Кирова и его спутников, несколько повредили ясности и четкости образов».
А. В. Андреева-Петошина жила в Ленинграде вместе с мужем А. А. Андреевым в доме Бецкого (Миллионная [в описываемое время Халтурина] улица, д. 1, кв. 44). Во время Великой Отечественной войны осталась в блокадном городе. Вела дневник, который позднее был опубликован. В 1942 году вместе с В. Я. Боголюбовым, В. В. Исаевой и А. Ф. Гуниус была направлена Союзом художников на партизанскую базу Ленинградского фронта для работы над портретами партизан. В своём дневнике она описала впечатления, вынесенные из того непосредственного общения с партизанами: «…Удивляла их осознанная ответственность за себя и за всю страну… Они знали, как надо жить, они верили в свою силу и правду». По итогам этой поездки выполнила скульптуру «Партизанка» и барельеф «Сандружинница».
Умерла в ленинградской больнице 12 января 1944 года от кровоизлияния в мозг (сказались последствия пережитой блокады). Похоронена на Серафимовском кладбище.

## Работы
- «Стрелковая учёба» (дерево, 1933)[2]
- «Материнство» (мастика, 1934)[11]
- «Огородница» (искусственный камень, 1934, ГРМ)[2]
- «На царской каторге» (1937)[2]
- «На смену павшим» (1937)[2]
- «С. М. Киров на Апатитах» («В Хибинах», гипс, 1937, Музей С. М. Кирова, Санкт-Петербург)[2]
- «Партизанка» (гипс, 1942, ГРМ)[2]
- «Сандружинница» (барельеф, гипс тонированный, 1942, ГРМ)[2]